# Мамин, Алексей Витальевич
Алексе́й Вита́льевич Ма́мин (род. 22 марта 1999, Екатеринбург) — российский футболист, вратарь клуба «Урал».

## Биография
Родился в Екатеринбурге. Воспитанник «Урала».
3 августа 2018 года дебютировал в профессиональном футболе за «Урал-2», выйдя на 73 минуте матча первенства ПФЛ против клуба «Сызрань-2003».
17 июня 2020 года на правах аренды присоединился к «КАМАЗу». 9 августа 2020 года дебютировал за команду в матче против клуба «Крылья Советов-2».
По итогам сезона 2020/21 вместе с клубом стал победителем первенства ПФЛ (группа 4) и вышел в Первый дивизион.
7 июня 2023 года вернулся в «Урал» после 3-летней аренды в «КАМАЗе», за который суммарно провел 78 матчей. 
8 августа 2023 года дебютировал за основной состав в Кубке России в матче против «Ростова». 25 мая 2024 года сыграл свой первый матч в РПЛ против ЦСКА.

### Семья
- Мамин, Артём Витальевич — брат, футболист[10].

## Статистика выступлений
| Выступление      | Выступление      | Выступление      | Лига | Лига | Кубки | Кубки | Стыковые матчи | Стыковые матчи | Итого | Итого |
| Клуб             | Лига             | Сезон            | Игры | Голы | Игры  | Голы  | Игры           | Голы           | Игры  | Голы  |
| ---------------- | ---------------- | ---------------- | ---- | ---- | ----- | ----- | -------------- | -------------- | ----- | ----- |
| Урал             | РПЛ              | 2023/24          | 1    | −2   | 5     | −6    | 1              | −1             | 7     | -9    |
| Урал             | Первая лига      | 2024/25          | 19   | −20  | 1     | 0     | 2              | −3             | 22    | -23   |
| Урал             | Итого            | Итого            | 20   | −22  | 6     | −6    | 3              | −4             | 29    | -32   |
| → Урал-2         | ПФЛ              | 2018/19          | 4    | −6   | —     | —     | —              | —              | 4     | -6    |
| → Урал-2         | ПФЛ              | 2019/20          | 10   | −7   | —     | —     | —              | —              | 10    | -7    |
| → Урал-2         | Итого            | Итого            | 14   | −13  | —     | —     | —              | —              | 14    | -13   |
| → КАМАЗ          | ПФЛ              | 2020/21          | 23   | −22  | 0     | 0     | —              | —              | 23    | -22   |
| → КАМАЗ          | Первый дивизион  | 2021/22          | 21   | −25  | 2     | −6    | —              | —              | 23    | -31   |
| → КАМАЗ          | Первая лига      | 2022/23          | 32   | −34  | 0     | 0     | —              | —              | 32    | -34   |
| → КАМАЗ          | Итого            | Итого            | 76   | −81  | 2     | −6    | —              | —              | 78    | -87   |
| Всего за карьеру | Всего за карьеру | Всего за карьеру | 110  | −116 | 8     | −12   | 3              | −4             | 121   | -132  |

## Достижения
«Урал-2»
- Бронзовый призёр ПФЛ (зона «Урал-Приволжье»): 2019/20

«КАМАЗ»
- Победитель ПФЛ (группа 4): 2020/21
- Итого : 1 трофей